# Fortune (журнал)
Fortune — діловий журнал, який видається компанією Time Inc. Заснований Генрі Люсом у 1929 році. Як видавничий бізнес охоплює Time, Life, Fortune і Sports Illustrated. Основним конкурентом Fortune є діловий журнал Forbes, який виходить раз на два тижні, і журнал BusinessWeek. Журнал особливо відомий своїм щорічним рейтингом доходів компаній.

## Історія
Діловий партнер Г. Люса Брітон Гедден не підтримав початкову ідею розробки журналу, в якій замислювалося назвати «Power». Але після його смерті 27 лютого 1929 року Генрі Люс все ж таки не прислухався до поради колеги та зробив так, як і планувалося.

## Історичні дати
Наприкінці жовтня 1929 відбулося падіння Волл-стріт що поклало початок Великої Депресії. На згадку про Time Inc. у листопаді того ж року, Люс написав: «Ми не будемо оптимістично налаштованими. Протягом року ми будемо дізнаватися про цей бізнес все, так щоб, цей спад був останнім».
У лютні 1930 році вийшов перший офіційний номер, де редактором був Генрі Люс, головним редактором — Паркер Ллойд-Сміт, художнім керівником — Томас Мейтленд Клеланд.
Міська легенда говорить, що Клеланд створив обкладинку для першого випуску за $ 1, тому що ніхто не знав скільки за це потрібно брати; журнал посійно купували, він мав велику популярність серед інших, читачі говорили, що він містить цікаві та потрібні матеріали.
Ціна першого випуску складала 1 USD (у березні 2015 року ціна за 1 екземпляр складає 14.12 USD) у той момент коли «Нью-Йорк Таймс» — 5 центів (2015 рік — 71 цент). Перший старт — 30 000 передплатників. До 1937 року кількість передплатників збільшилася до 460 000. Сам журнал приніс власнику 500 000 доларів річного прибутку.
У той період, коли майже всі друковані ЗМІ економили на паперах, та мали чорно-білий формат, «Fortune» виділявся майстерністю фотографії, над чим старанно працювали Маргарет Бурк-Уайт, Вокер Еванс (фото-редактор з 1945 до 1965 років) та решта. 1929 року Бурк-Уайт стала фото редактором журналу Fortune. У 1930 вона стала першим західним фотографом, який відвідав промислові об'єкти СРСР. Пізніше Генрі Люс запросив її на роботу в журнал «Life», де Бурк-Уайт стала першою жінкою-фотожурналістом. Вокер Еванс у 1941 році за дорученням журналу зробив фоторепортаж про заводи і фабрики з виробництва зброї та іншого військового спорядження. У своїх фотографіях Еванс зумів показати складний, але привабливий образ американського робітника часів Другої світової війни. Фотограф продовжував працювати в «Fortune» до 1965 року.
Серед команди текстових авторів також були Джеймс Ейджи, Арчибальд Макліш, Джон Кеннет Ґелбрейт, Альфред Казін. Створення журналу стало важливим моментом у формуванні напрямку в медіа-імперії Люса ; після успішного запуску Time в 1923 і Fortune в 1930 році, Генрі Люс запустив Life в 1936 році і Sports Illustrated в 1954.

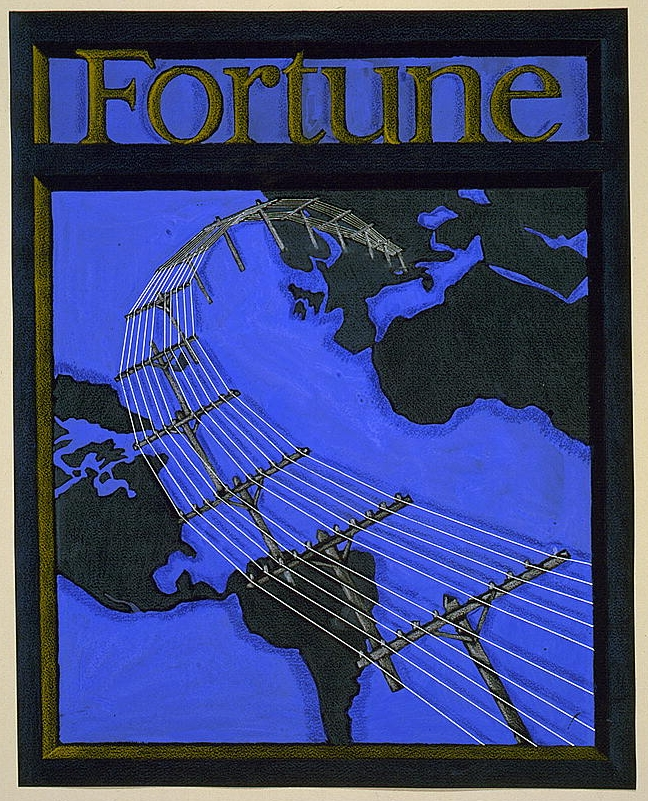
Запропонована обкладинка для «Fortune» художником Вайнольдом Рейсом

З першого офіційного дня існування і до 1978 року «Fortune» був щомісячним журналом. А вже з січня 1978 став виходити двічі на місяць. З жовтня 2009 року «Fortune» через падіння доходів від реклами — випускається 1 раз на три тижні. Станом на 2018 рік журнал виходив 14 разів у рік.
У 1986 році головним редактором було назначено Маршалла Леба. За часи його роботи діловий журнал значно модернізувався: були розроблені оптимальні орієнтації на бізнес та економіку із додаванням графіків, таблиць, діаграм та пояснювальних статей, які детально розкривали конкретне питання.
До 2014 року статті, що виходили у журналі публікувалися та хостилися на CNNMoney.com. У 2014 році «Fortune» відокремилася від Time Inc. та створила власний сайт Fortune.com.
9 листопада 2018 року було оголошено, що корпорація Meredith продає Fortune тайському мільярдеру Чатчавалу Джараванону за 150 мільйонів доларів. Джіараванон пов'язаний з тайським конгломератом «Charoen Pokphand Group», який володіє компаніями в галузі сільського господарства, телекомунікацій, роздрібної торгівлі, фармацевтики та фінансів.

## Список головних редакторів «Fortune»
- Паркер Ллойд-Сміт (1929—1931)
- Ральф Інгерсолл[en] (1932—1935)
- Ерік Ходжинс[en] (1935—1937)
- Рассел Девенпорт[en] (1937—1940)
- Ричардсон Вуд (1940—1941)
- Ральф Д. «Del» Пейн-молодший[en] (1941—1953)
- Хедлі Донован[en] (1953—1959)
- Дункан Нортон-Тейлор[en] (1959—1965)
- Луи Банкі (1965—1970)
- Роберт Любе (1970—1980)
- Вільям С. Рукейзер[en] (1980—1986)
- Маршалл Леб[en] (1986—1994)
- Волтер Кічел III[en] (1994—1995)
- Джон Хьюі (1995—2001)
- Річард «Рік» Кіркланд (2001—2005)
- Ерік Пулі (2005—2006)
- Андрю «Енді» Серуер[en] (2006—2014)
- Алан Мюррей (2014—).

## Рейтинги Fortune
Fortune регулярно публікує рейтингові списки за результатами своїх досліджень.

### Fortune India 500
«Fortune India 500» — це рейтинговий список 500 найкращих компаній в Індії, що базується на даних про останні продажах і ступінь їх зросту. Він щорічно публікується в журналі «Fortune». Fortune India — це шоста міжнародна версія, також існує Fortune Chine, Turkey, Korea, Indonesia, а також спеціальна версія Fortune Greece.
«Fortune India» видається щомісяця в Англії, за угодою між Time Inc., видавцем Fortune (США) і ABP Group, однією з найкрупнійшою Індійською медіа компанією. Перший номер Fortune India вийшов у вересні 2010, редактором була Дібіендра Натх Мукереа, і президентом — Паван Варщіні. У жовтні 2011 видання відсвяткувало її перший рік подвійним випуском.
Fortune India 500 публікує в рейтинг компанії з публічним щорічним аудитом прибутку до закінчення фінансового року або до 30 червня. Список видається в такій формі з 2010, і включає фінансові корпорації і компанії, які надають послуги, що лідирують за прибутком.

#### Список 2010
Корпорація Indian Oil очолює рейтинг Fortune India 500, а Reliance Industries отримує друге місце. Наступні три — State Bank of India, Bharat Petroleum і Hindustan Petroleum відповідно.

#### Список 2011
Indian Oil, Reliance Industries, Bharat Petroleum — очолюють список другий рік.
Zee Entertainment Enterprises (№ 1 в медіа, № 256 загальний), Sun TV Network (№ 2, # 347), HT Media (№ 3, № 383), Network 18 (№ 4, № 413) і Dish TV (№ 5 , № 437) — лідери серед медіа-компаній в Fortune India 500 в номінації «Індійські найбільші корпорації».
Tata Consultancy Services (№ 1 IT, № 20 загальний), Wipro (№ 2, № 25), Infosys (№ 3, № 27), HCL Technoligues Limited (№ 4, № 49), Styam Computer Services і Tech Mahindra (№ 5, № 153) — лідери IT компаній цього списку.

#### Відсів по місту, 2011
Це топ 8 міст, за кількістю 500 глобальних компаній.
| Місце | Місто             | Кількість компаній |
| 1     | Мумбаї            | 177                |
| 2     | Нью-Делі — ЕнСіАр | 111                |
| 3     | Колката           | 38                 |
| 4     | Ченнаї            | 34                 |
| 5     | Бангалор          | 25                 |
| 6     | Пуна              | 25                 |
| 7     | Ахмедабад         | 19                 |
| 8     | Нідерабад         | 17                 |
| ----- | ----------------- | ------------------ |

177 компаній засновано в Індійській фінансовій столиці — Мумбаї.

### Fortune Most Powerful Women Entrepreneurs
Докладніше: Fortune Most Powerful Women Entrepreneurs
«Fortune Most Powerful Women» — цей список видається щорічно в журналі Fortune Magazine з 1998 року. З 1998 року журнал висвітлює просту ідею, що жінка може відігравати значну роль у розстановці корпоративних сил у світі. Список складається з жінок лідерів у бізнесі, філантропії, державного апарату, навчання та мистецтва. Список складається суспільством, на живих подіях і програмах.

### Fortune 500
Концепція «Fortune 500» була створеною Едгаром Р. Смітом, редактором «Fortune».
«Fortune 500» — це щорічний підсписок, який публікувався у діловому журналі «Fortune», де порядок розташування кожної компанії встановлювався згідно із її економічним розвитком. Перший Fortune 500 список був опублікований у 1955 році.

### Fortune 1000
«Fortune 1000» — список 1000 найбільших американських компаній світу від журналу «Fortune». Список встановлює ділових осіб, які займають перші позиції серед бізнесових гравців, що дозволяє більш чітко побачити ситуацію, яка відбувається на ринку.
«Wal-Mart Stores» був номером один у списку чотирьох з п'яти років з 2007—2011 років, котрий переривається лише «ExxonMobil» в 2009 році.
У 2012 році «ExxonMobil» знову перевершив Wal-Mart Stores.
У 2013 році, «Wal-Mart Stores» повернувся до першого місця у списку і зберіг цю позицію в 2014 році.

### Fortune Global 500
«Fortune Global 500» — це теж саме, що і «Global 500», який встановлює щорічний рейтинг 500 найбільших компаній у світі за порядком вимірюваних доходів. Названий список складається та публікується раз на рік журналом «Fortune».

## Цікаві факти
- «Fortune» — журнал, який відомий своїми добрими безкорисливими вчинками. Завдяки опублікованій статті у 1951 році[21] про маловідомий тоді алкогольний напій, віскі Джек Деніелс здобув світову славу. Автор підкреслив всю унікальність розробки диво-напою, порівнявши майстерність виробника із талантами Вільяма Фолкнера, Уінстона Черчилля, Джона Г'юстона. Отже, саме «Fortune» із звичайного віскі зробив бренд.
- Але, окрім того, що «Fortune» допомагав комусь «піднятися», ще не говорить про те, що автори статей не зробили нічого, щоб когось «опустити» на самий низ. Слід зазначити, що такі дії підтверджені справедливими мотивами, наприклад, у статті «11 most scandalous business events of 2013»[22], де перший підзаголовок — «Bangladesh factory collapse», якій продовжується жахливими фактами про те, що 1100 працівників загинуло у 2013 році через причину старої не відремонтованої будівлі. Найскандальніше те, що власники та адміністрація названого швацького заводу знала про всі порушення щодо техніки безпеки, окрім цього, вони були попереджені про неминучі наслідки. Проте, керівництво не зважало, а ні на попередження, а ні на письмові погрози. Зрозуміло, що далі мова продовжувалася і про інші організації та людей, які або були помічені у шахрайстві, або спіймані на корупції. Проте, ніщо не може зрівнятися із смертю більше 1000 осіб. Логічно, що таке упорядкування інформації про компанії має певний маркетинговий трюк, адже, читач ознайомившись із масштабною трагедією решту сприймає вже менш емоційно. Отже, у «чорному» списку на першому місці — швацький завод у Бангладеші.